# Trung tâm thanh toán bù trừ
Trung tâm thanh toán bù trừ hoạt động như một trung gian giữa người mua và người bán nhằm đảm bảo thực hiện giao dịch trơn tru từ lúc bắt đầu đến khi kết thúc.

## Vai trò chính
Đảm bảo người mua và người bán tôn trọng nghĩa vụ hợp đồng của họ.
Trung tâm thanh toán bù trừ có trách nhiệm thiết lập tài khoản giao dịch, thanh toán bù trừ, thu giữ tiền kí quỹ, giao nhận công cụ mua bán và báo cáo dữ liệu giao dịch.Nhà thanh toán bù trừ đứng giữa hai công ty thanh toán bù trừ (còn được gọi là công ty thành viên hoặc công ty tham gia). Mục đích của nó là để giảm nguy cơ một công ty thành viên không tuân thủ các nghĩa vụ thanh toán thương mại của mình.

## Mô tả
Sau khi thỏa thuận ràng buộc về mặt pháp lý (nghĩa là thực hiện) giao dịch giữa người mua và người bán, vai trò của công ty thanh toán bù trừ là tập trung hóa và chuẩn hóa tất cả các bước dẫn đến thanh toán (tức là giải quyết) giao dịch. Mục đích là để giảm chi phí, rủi ro thanh toán và rủi ro hoạt động của việc thanh toán bù trừ nhiều giao dịch giữa nhiều bên. 
Ngoài các dịch vụ trên, thanh toán bù trừ đối tác trung tâm (CCP) chịu rủi ro đối tác bằng cách xen vào giữa người mua và người bán ban đầu của một hợp đồng tài chính, chẳng hạn như một hợp đồng phái sinh. Vai trò của CCP là thực hiện các nghĩa vụ theo hợp đồng đã thỏa thuận giữa hai đối tác, do đó loại bỏ rủi ro đối tác mà các bên trong hợp đồng có với nhau và thay thế nó bằng rủi ro đối tác bằng một đối tác trung tâm được quy định cao chuyên quản lý và giảm thiểu rủi ro đối tác